# Valentin Inzko
Valentin Inzko (* 22. května 1949 Feistritz im Rosental) je rakouský diplomat a překladatel.
Pochází z rodiny korutanských Slovinců, jeho otec byl školní inspektor a menšinový aktivista. Vystudoval gymnázium pro Slovince v Klagenfurtu, Univerzitu ve Štýrském Hradci (obory právo, srbochorvatština a ruština) a Diplomatickou akademii ve Vídni. Od roku 1974 pracoval pro Rozvojový program OSN v Mongolsku a na Srí Lance. V roce 1981 se stal zaměstnancem rakouského ministerstva zahraničí a byl kulturním atašé v Bělehradě a v Praze. Byl prvním ředitelem pražské pobočky Rakouského kulturního fóra a přeložil do slovinštiny esej Václava Havla Moc bezmocných.
V letech 1996 až 1999 byl rakouským velvyslancem v Bosně a Hercegovině a v letech 2005 až 2009 ve Slovinsku. Od 26. března 2009 do 31. července 2021 zastával funkci vysokého představitele pro Bosnu a Hercegovinu. Během svého působení prosadil zákaz popírání genocidy spáchané v době bosenské války pod hrozbou až pětiletého odnětí svobody; Národní shromáždění Republiky srbské však odmítlo novelu schválit, což vyvolalo politickou krizi.
Je držitelem Evropské ceny Karla IV. a Čestného odznaku Za zásluhy o Rakouskou republiku a předsedou Rady korutanských Slovinců.
Jeho manželkou je mezzosopranistka Bernarda Finková, narozená v Argentině slovinským přistěhovalcům.